# Jorge Gallegos
Jorge Alberto Gallegos Díaz (4 de agosto de 1979) en Ciudad de México, México, es un actor y cantante mexicano.

## Biografía
Es hijo de Víctor Manuel y Nancy Cristina. 
Inició su carrera como futbolista en el año 1992, a los 12 años de edad, y en el 1998 fue fichado por Club Necaxa como medio de contención para ser comprado dos años después por el Atlante FC. 
Del 2000 al 2005 jugó en la misma posición para Atlante FC. 
En 2007 deja su carrera deportiva por una seria lesión en el cuádriceps y constantes lesiones en las rodillas. Luego de este episodio comienza a dedicarse a la actuación por invitación de  René Cardona. 
En 2008 ingresa al Centro de Educación Artística (CEA) de Televisa tras conocer a Eugenio Cobo, director de la escuela.
En 2009 actuó en "Hasta Que El Dinero Nos Separe", en 2010 en "Zacatillo, un lugar en tu corazón", en 2011 en "Dos Hogares", en 2011 "Una familia con suerte", en 2012 en "Amor Bravío" y en La mujer del vendaval donde interpretó el personaje de "Lencho".
En 2015 interpretó al personaje de Félix en A que no me dejas dónde compartió créditos con Camila Sodi y Laura Carmine

## Trayectoria

### Telenovelas
- Se llamaba Pedro Infante (2023) .... Pedro Infante[2]
- Amor dividido (2022) .... Osmar Gómez[3]
- La negociadora (2021) .... Mauro Guzmán[4]
- Si nos dejan (2021-2022) .... Moisés Zapata
- Quererlo todo (2020-2021) .... Basurto[5]
- Enemigo íntimo (2020) .... Alan Rodríguez
- El Dragón: El regreso de un guerrero (2019) .... El mismo
- Sin miedo a la verdad (2019) .... Raúl[6]
- Silvia Pinal, frente a ti (2019) .... Pedro Infante
- Hijas de la luna (2018) .... Raymundo
- El vuelo de la Victoria (2017) .... Ignacio "Nacho"
- La candidata (2016-2017) .... Andrés Ferrer
- A que no me dejas (2015-2016) .... Félix Berla
- Yo no creo en los hombres (2014) .... Orlando
- La mujer del vendaval (2012) .... Lencho Quiñones[7]
- Amor bravío (2012) .... Eleuterio[8]
- Una familia con suerte (2011)
- Dos Hogares (2011)
- Zacatillo, un lugar en tu corazón (2010) .... Marlon[9]
- Hasta Que El Dinero Nos Separe (2009)

### Cine
- Niños asesinos (2018) .... Enrique Rendón
- La propuesta (2015)

### Teatro
- ‘’El beso de la mujer araña’’ (2018) en Teatro Hidalgo.

## Carrera musical

### Comienzos
En 2012 interpretó el tema de salida para la telenovela La mujer del vendaval, en donde personificó a Lencho Quiñones, quien en la historia era hijo de Timoteo Quiñones, interpretado por Manuel "El Flaco" Ibáñez. Jorge ha dicho que agradece a la productora Mapat la oportunidad de iniciar su carrera musical. A partir de este momento, Jorge Gallegos comienza su carrera musical con diferentes presentaciones y el lanzamiento de su primer álbum "Se Me Desgarra El Alma", que incluye su primer sencillo, tema homónimo.

## Discografía

### Estudio
- 2013: Se me desgarra el alma